# The Trump Building
Trump Building là một tòa nhà chọc trời tại Thành phố New York, Hoa Kỳ. Tòa nhà theo phong cách tân cổ điển này được xây xong năm 1930. Trump Building có chiều cao 283 m với 71 tầng, tọa lạc trên phố Wall giữa Nassau và phố William ở khu tài chính của Manhattan ở Thành phố New York. Được xây dựng trong giai đoạn in 1929–1930 làm trụ sở của Manhattan Company, tên tòa nhà ban đầu là Bank of Manhattan Trust Building, và cũng có tên Manhattan Company Building,, cho đến khi người thuê thành lập được sáp nhập để tạo thành Chase Manhattan Bank. Nó được thiết kế bởi H. Craig Severance với Yasuo Matsui và Shreve & Lamb.
Tòa nhà nằm trên một mặt bằng hình chữ L. Lô đất có diện tích 33.600 foot vuông (3.120 m2) và dài 209 foot (64 m) trên phố Pine và 150 foot (46 m) trên phố Wall. Trong khi phần dưới có mặt tiền bằng đá vôi, các tầng phía trên kết hợp mặt tiền bằng gạch màu nâu da bò và chứa nhiều khoảng lùi. Các đặc điểm khác của mặt tiền bao gồm các mắt cửa giữa các cửa sổ trên mỗi tầng, được ẩn sau các trụ dọc trên mặt tiền. Trên đỉnh của tòa nhà là một táp hình nhọn như kim tự tháp với chóp tháp ở đỉnh.
Kế hoạch xây dựng tòa nhà 40 Wall Street được tiết lộ vào tháng 4 năm 1929, với Công ty Manhattan là đơn vị thuê chính. Công trình được hoàn thành vào tháng 5 năm 1930, 40 Wall Street và Tòa nhà Chrysler cạnh tranh để phân biệt "tòa nhà cao nhất thế giới" tại thời điểm xây dựng cả hai tòa nhà, dẫn đến một số sửa đổi trong kế hoạch, mặc dù Tòa nhà Chrysler cuối cùng đã giành được danh hiệu đó. Trong những năm đầu tiên, 40 Wall Street phải chịu tỷ lệ thuê nhà thấp, cũng như một vụ tai nạn máy bay vào năm 1946. Quyền sở hữu tòa nhà và khu đất bên dưới nó, cũng như hợp đồng thuê nhà trên tòa nhà, đã thay đổi nhiều lần trong suốt lịch sử của nó. Hợp đồng thuê đã được nắm giữ bởi cựu tổng thống Philippines Ferdinand Marcos, và từ năm 1995, đã được nắm giữ bởi nhà phát triển và sau đó là tổng thống Hoa Kỳ Donald Trump. 40 Wall Street đã được liệt kê vào Sổ bộ Địa danh Lịch sử Quốc gia Hoa Kỳ từ năm 2000 và được chỉ định là một địa danh của Thành phố New York vào năm 1995.